# Pallanuoto ai campionati mondiali di nuoto 2022 - Torneo maschile
La XIX edizione del campionato mondiale di pallanuoto maschile si è svolta all'interno del programma dei campionati mondiali di nuoto 2022, dal 21 giugno al 3 luglio.
Hanno partecipato alla rassegna sedici squadre, in rappresentanza di tutte e cinque le confederazioni continentali aderenti alla FINA.

## Squadre partecipanti
| Torneo di qualificazione                            | Date                          | Luogo     | Posti | Qualificate |
| --------------------------------------------------- | ----------------------------- | --------- | ----- | ----------- |
| Paese ospitante                                     | -                             | -         | 1     | Ungheria    |
| FINA World League 2020                              | 26 giugno - 1º luglio 2020    | Georgia   | 2     | Montenegro  |
| FINA World League 2020                              | 26 giugno - 1º luglio 2020    | Georgia   | 2     | Stati Uniti |
| Giochi Olimpici 2020                                | 25 luglio - 8 agosto 2021     | Giappone  | 4     | Serbia      |
| Giochi Olimpici 2020                                | 25 luglio - 8 agosto 2021     | Giappone  | 4     | Grecia      |
| Giochi Olimpici 2020                                | 25 luglio - 8 agosto 2021     | Giappone  | 4     | Spagna      |
| Giochi Olimpici 2020                                | 25 luglio - 8 agosto 2021     | Giappone  | 4     | Croazia     |
| Campionato europeo 2020                             | 14 - 26 gennaio 2020          | Ungheria  | 2     | Italia      |
| Campionato europeo 2020                             | 14 - 26 gennaio 2020          | Ungheria  | 2     | Russia      |
| Campionato europeo 2020                             | 14 - 26 gennaio 2020          | Ungheria  | 2     | Germania    |
| Intercontinental Cup 2022 (Qualificazioni Americhe) | 7 - 13 marzo 2022             | Perù      | 2     | Canada      |
| Intercontinental Cup 2022 (Qualificazioni Americhe) | 7 - 13 marzo 2022             | Perù      | 2     | Brasile     |
| Giochi asiatici 2018                                | 25 agosto - 1º settembre 2018 | Indonesia | 2     | Kazakistan  |
| Giochi asiatici 2018                                | 25 agosto - 1º settembre 2018 | Indonesia | 2     | Giappone    |
| Selezione continentale Africa                       | –                             | –         | 1     | Sudafrica   |
| Selezione continentale Oceania                      | –                             | –         | 1     | Australia   |
| Totale                                              |                               |           | 12    |             |

## Turno preliminare

### Gruppo A
| Pos. | Squadra    | Pt | G | V | N | P | GF | GS | DR  |
| ---- | ---------- | -- | - | - | - | - | -- | -- | --- |
| 1.   | Ungheria   | 6  | 3 | 3 | 0 | 0 | 50 | 28 | +22 |
| 2.   | Montenegro | 4  | 3 | 2 | 0 | 1 | 38 | 26 | +12 |
| 3.   | Georgia    | 2  | 3 | 1 | 0 | 2 | 37 | 38 | -1  |
| 4.   | Brasile    | 0  | 3 | 0 | 0 | 3 | 21 | 54 | -33 |

| Data      | Ora   | Gara       | Gara  | Gara       |
| --------- | ----- | ---------- | ----- | ---------- |
| 21 giugno | 19:30 | Brasile    | 10-14 | Georgia    |
| 21 giugno | 21:00 | Montenegro | 8-12  | Ungheria   |
| 23 giugno | 19:30 | Georgia    | 9-10  | Montenegro |
| 23 giugno | 21:00 | Ungheria   | 20-6  | Brasile    |
| 25 giugno | 19:30 | Brasile    | 5-20  | Montenegro |
| 25 giugno | 21:00 | Ungheria   | 18-14 | Georgia    |

### Gruppo B
| Pos. | Squadra  | Pt | G | V | N | P | GF | GS | DR  |
| ---- | -------- | -- | - | - | - | - | -- | -- | --- |
| 1.   | Grecia   | 5  | 3 | 2 | 1 | 0 | 42 | 23 | +19 |
| 2.   | Croazia  | 5  | 3 | 2 | 1 | 0 | 42 | 30 | +12 |
| 3.   | Giappone | 2  | 3 | 1 | 0 | 2 | 28 | 41 | -13 |
| 4.   | Germania | 0  | 3 | 0 | 0 | 3 | 28 | 41 | -13 |

| Data      | Ora   | Gara     | Gara  | Gara     |
| --------- | ----- | -------- | ----- | -------- |
| 21 giugno | 18:00 | Germania | 11-12 | Giappone |
| 21 giugno | 19:30 | Grecia   | 8-8   | Croazia  |
| 23 giugno | 18:00 | Croazia  | 13-9  | Germania |
| 23 giugno | 19:30 | Giappone | 7-18  | Grecia   |
| 25 giugno | 18:00 | Giappone | 13-21 | Croazia  |
| 25 giugno | 19:30 | Grecia   | 16-8  | Germania |

### Gruppo C
| Pos. | Squadra   | Pt | G | V | N | P | GF | GS | DR  |
| ---- | --------- | -- | - | - | - | - | -- | -- | --- |
| 1.   | Spagna    | 4  | 2 | 2 | 0 | 0 | 42 | 14 | +28 |
| 2.   | Italia    | 2  | 2 | 1 | 0 | 1 | 34 | 18 | +16 |
| 3.   | Sudafrica | 0  | 2 | 0 | 0 | 2 | 6  | 50 | -44 |
| 4.   | Canada    | 0  | 0 | 0 | 0 | 0 | 0  | 0  | 0   |

| Data      | Ora   | Gara      | Gara       | Gara      |
| --------- | ----- | --------- | ---------- | --------- |
| 21 giugno | 18:00 | Sudafrica | 4-22       | Italia    |
| 21 giugno | 19:30 | Canada    | annullata  | Spagna    |
| 23 giugno | 18:00 | Spagna    | 28-2       | Sudafrica |
| 23 giugno | 19:30 | Italia    | cancellata | Canada    |
| 25 giugno | 18:00 | Italia    | 12-14      | Spagna    |
| 25 giugno | 19:30 | Canada    | cancellata | Sudafrica |

### Gruppo D
| Pos. | Squadra     | Pt | G | V | N | P | GF | GS | DR  |
| ---- | ----------- | -- | - | - | - | - | -- | -- | --- |
| 1.   | Serbia      | 6  | 3 | 3 | 0 | 0 | 45 | 21 | +24 |
| 2.   | Stati Uniti | 4  | 3 | 2 | 0 | 1 | 44 | 30 | +14 |
| 3.   | Australia   | 2  | 3 | 1 | 0 | 2 | 24 | 24 | 0   |
| 4.   | Kazakistan  | 0  | 3 | 0 | 0 | 3 | 11 | 49 | -38 |

| Data      | Ora   | Gara        | Gara  | Gara        |
| --------- | ----- | ----------- | ----- | ----------- |
| 21 giugno | 18:00 | Australia   | 10-4  | Kazakistan  |
| 21 giugno | 19:30 | Stati Uniti | 13-17 | Serbia      |
| 23 giugno | 18:00 | Serbia      | 6-5   | Australia   |
| 23 giugno | 19:30 | Kazakistan  | 4-17  | Stati Uniti |
| 25 giugno | 18:00 | Kazakistan  | 3-22  | Serbia      |
| 25 giugno | 19:30 | Stati Uniti | 14-9  | Australia   |

## Fase finale

### Tabellone
| Play-off | Play-off    | Play-off |  |  | Quarti di finale | Quarti di finale | Quarti di finale |  |  | Semifinali | Semifinali | Semifinali |  |             | Finale      | Finale      | Finale |
|          |             |          |  |  |                  |                  |                  |  |  |            |            |            |  |             |             |             |        |
|          |             |          |  |  |                  |                  |                  |  |  |            |            |            |  |             |             |             |        |
|          |             |          |  |  | 1A               | Ungheria         | 10               |  |  |            |            |            |  |             |             |             |        |
| 2C       | Italia      | 17       |  |  | 2C               | Italia           | 11               |  |  |            |            |            |  |             |             |             |        |
| 3D       | Australia   | 6        |  |  |                  |                  |                  |  |  | 2C         | Italia     | 11         |  |             |             |             |        |
|          |             |          |  |  |                  |                  |                  |  |  | 1B         | Grecia     | 10         |  |             |             |             |        |
|          |             |          |  |  | 1B               | Grecia           | 16               |  |  |            |            |            |  |             |             |             |        |
| 3C       | Sudafrica   | 2        |  |  | 2D               | Stati Uniti      | 11               |  |  |            |            |            |  |             |             |             |        |
| 2D       | Stati Uniti | 24       |  |  |                  |                  |                  |  |  |            |            |            |  |             |             | Italia      | 14     |
|          |             |          |  |  |                  |                  |                  |  |  |            |            |            |  |             |             | Spagna      | 15     |
|          |             |          |  |  | 1C               | Spagna           | 7                |  |  |            |            |            |  |             |             |             |        |
| 2A       | Montenegro  | 10       |  |  | 2A               | Montenegro       | 6                |  |  |            |            |            |  |             |             |             |        |
| 3B       | Giappone    | 9        |  |  |                  |                  |                  |  |  | 1C         | Spagna     | 10         |  |             |             |             |        |
|          |             |          |  |  |                  |                  |                  |  |  | 2B         | Croazia    | 5          |  |             |             |             |        |
|          |             |          |  |  | 1D               | Serbia           | 12               |  |  |            |            |            |  | Terzo posto | Terzo posto | Terzo posto |        |
| 3A       | Georgia     | 7        |  |  | 2B               | Croazia          | 14               |  |  |            |            |            |  |             |             | Grecia      | 9      |
| 2B       | Croazia     | 13       |  |  |                  |                  |                  |  |  |            |            |            |  |             |             | Croazia     | 7      |

#### Play off
| Arbitri: | Michael Goldenberg Michiel Zwart |

|            |           |          |
| Perković 3 | Marcatori | 2 Takata |

| Arbitri: | Boris Margeta György Kun |

|                   |           |           |
| Vapenski, Vasić 2 | Marcatori | 4 Kharkov |

| Arbitri: | Frank Ohme Georgios Stavridis |

|                       |           |           |
| Cannella, Di Fulvio 3 | Marcatori | 3 Edwards |

| Arbitri: | Adil Aimbetov Andrew Carney |

|                    |           |        |
| Stone, Swanepoel 1 | Marcatori | 6 Dodd |

#### Quarti di finale
| Arbitri: | Michiel Zwart Frank Ohme |

|                |           |               |
| Argyropoulos 5 | Marcatori | 3 3 giocatori |

| Arbitri: | Georgios Stavridis György Kun |

|          |           |               |
| Mandić 4 | Marcatori | 2 4 giocatori |

| Arbitri: | Michael Goldenberg Raffaele Colombo |

|             |           |          |
| Mallarach 2 | Marcatori | 2 Đurđić |

| Arbitri: | Boris Margeta David Gómez |

|         |           |             |
| Vámos 3 | Marcatori | 4 Di Fulvio |

#### Semifinali
| Arbitri: | Michael Goldenberg Michiel Zwart |

|         |           |                |
| Dolce 3 | Marcatori | 3 Vlachopoulos |

| Arbitri: | Boris Margeta Frank Ohme |

|            |           |         |
| Granados 4 | Marcatori | 2 Bukić |

#### Finale 3º/4º posto
| Budapest 3 luglio 2022, ore 14:30 | Grecia | 9 – 7 (1:0; 4:3; 3:2; 1:2) referto | Croazia | Stadio del nuoto Alfréd Hajós |

#### Finale
| Budapest 3 luglio 2022, ore 20:00 | Italia | 14 – 15 (3:3; 0:3; 3:2; 3:1) referto | Spagna | Stadio del nuoto Alfréd Hajós |

### Tabellone 5º- 8º posto
|  | 5º- 8º posto | 5º- 8º posto | 5º- 8º posto |        |             | 5º posto    | 5º posto   | 5º posto |  |
|  |              |              |              |        |             |             |            |          |  |
|  | Ungheria     | Ungheria     | 11 (4)       |        |             |             |            |          |  |
|  | Ungheria     | Ungheria     | 11 (4)       |        |             |             |            |          |  |
|  | Stati Uniti  | Stati Uniti  | 11 (5)       |        |             |             |            |          |  |
|  | Stati Uniti  | Stati Uniti  | 11 (5)       |        | Stati Uniti | Stati Uniti | 10         |          |  |
|  |              |              |              |        | Stati Uniti | Stati Uniti | 10         |          |  |
|  |              |              | Serbia       | Serbia | 13          |             |            |          |  |
|  | Montenegro   | Montenegro   | Serbia       | Serbia | 13          | 7           |            |          |  |
|  | Montenegro   | Montenegro   |              |        |             | 7           |            |          |  |
|  | Serbia       | Serbia       | 10           |        |             | 7º posto    | 7º posto   | 7º posto |  |
|  | Serbia       | Serbia       | 10           |        |             |             |            |          |  |
|  |              |              |              |        |             |             |            |          |  |
|  |              |              |              |        |             | Ungheria    | Ungheria   | 8        |  |
|  |              |              |              |        |             | Ungheria    | Ungheria   | 8        |  |
|  |              |              |              |        |             | Montenegro  | Montenegro | 6        |  |

### Tabellone 9º- 12º posto
|  | 9º- 12º posto | 9º- 12º posto | 9º- 12º posto |         |          | 9º posto  | 9º posto  | 9º posto  |  |
|  |               |               |               |         |          |           |           |           |  |
|  | Giappone      | Giappone      | 15            |         |          |           |           |           |  |
|  | Giappone      | Giappone      | 15            |         |          |           |           |           |  |
|  | Australia     | Australia     | 7             |         |          |           |           |           |  |
|  | Australia     | Australia     | 7             |         | Giappone | Giappone  | 16        |           |  |
|  |               |               |               |         | Giappone | Giappone  | 16        |           |  |
|  |               |               | Georgia       | Georgia | 15       |           |           |           |  |
|  | Georgia       | Georgia       | Georgia       | Georgia | 15       | 20        |           |           |  |
|  | Georgia       | Georgia       |               |         |          | 20        |           |           |  |
|  | Sudafrica     | Sudafrica     | 7             |         |          | 11º posto | 11º posto | 11º posto |  |
|  | Sudafrica     | Sudafrica     | 7             |         |          |           |           |           |  |
|  |               |               |               |         |          |           |           |           |  |
|  |               |               |               |         |          | Australia | Australia | 19        |  |
|  |               |               |               |         |          | Australia | Australia | 19        |  |
|  |               |               |               |         |          | Sudafrica | Sudafrica | 4         |  |

### Tabellone 13º- 16º posto
|  | 13º- 16º posto | 13º- 16º posto | 13º- 16º posto |            |          | 13º posto | 13º posto | 13º posto |  |
|  |                |                |                |            |          |           |           |           |  |
|  | Brasile        | Brasile        | 9              |            |          |           |           |           |  |
|  | Brasile        | Brasile        | 9              |            |          |           |           |           |  |
|  | Germania       | Germania       | 10             |            |          |           |           |           |  |
|  | Germania       | Germania       | 10             |            | Germania | Germania  | 16        |           |  |
|  |                |                |                |            | Germania | Germania  | 16        |           |  |
|  |                |                | Kazakistan     | Kazakistan | 7        |           |           |           |  |
|  | Kazakistan     |                | Kazakistan     | Kazakistan | 7        |           |           |           |  |
|  |                |                |                |            |          |           |           |           |  |
|  | Canada         | Canada         | w/o            |            |          | 15º posto | 15º posto | 15º posto |  |
|  | Canada         | Canada         | w/o            |            |          |           |           |           |  |
|  |                |                |                |            |          |           |           |           |  |
|  |                |                |                |            |          | Brasile   |           |           |  |
|  |                |                |                |            |          |           |           |           |  |
|  |                |                |                |            |          | Canada    | Canada    | w/o       |  |

## Classifica finale
| Pos.    | Squadra     |
| ------- | ----------- |
| Oro     | Spagna      |
| Argento | Italia      |
| Bronzo  | Grecia      |
| 4       | Croazia     |
| 5       | Serbia      |
| 6       | Stati Uniti |
| 7       | Ungheria    |
| 8       | Montenegro  |
| 9       | Giappone    |
| 10      | Georgia     |
| 11      | Australia   |
| 12      | Sudafrica   |
| 13      | Germania    |
| 14      | Kazakistan  |
| 15      | Brasile     |
| Rit.    | Canada      |